# Je voudrais aimer personne
Pour plus de détails, voir Fiche technique et Distribution.
Je voudrais aimer personne est un documentaire français réalisé par Marie Dumora et sorti en 2010.

## Fiche technique
- Titre : Je voudrais aimer personne
- Réalisation : Marie Dumora
- Scénario : Marie Dumora
- Photographie : Marie Dumora
- Montage : Catherine Gouze
- Son : André Rigaut
- Production : Quark Productions
- Pays :  France
- Genre : documentaire
- Durée : 110 minutes
- Date de sortie : France - 12 mai 2010

## Sélections
- Cinéma du réel 2009[1]